# Gustave Prouvost
Gustave Prouvost, né le 25 mars 1887 à Tourcoing, est un joueur français de water polo.
Il concourt aux Jeux olympiques de 1912.